# 弗洛里奥盾

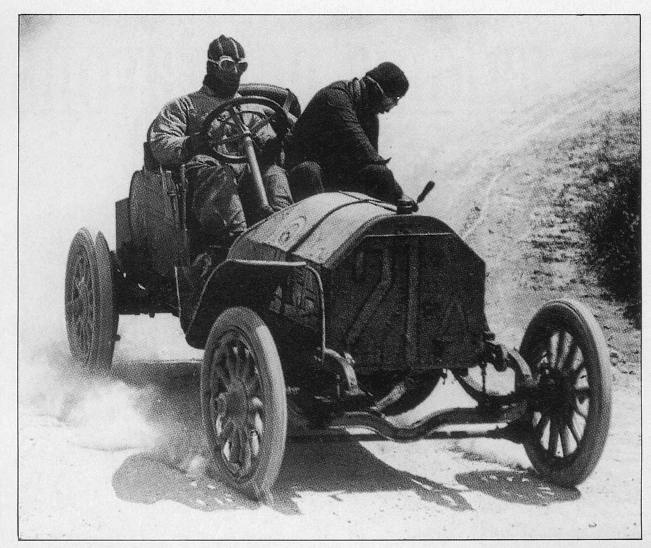
亚历山德罗·卡尼奥（1883-1971），1906年第一届弗洛里奥盾的冠军。于1907年比赛拍摄。

弗洛里奥盾是一项在西西里岛巴勒莫附近山脉举行的公路耐力赛车比赛。创建于1906年，它是最古老的跑车赛事，在1955年到1973年间是世界跑车锦标赛的一部分。尽管最初的比赛包括整个岛屿的巡回赛，但最后数十年的赛道长度都被限制在72千米的小马多涅赛道。
1973年后它是一项全国性的跑车赛事，直到1977年由于安全问题被停办。此后它一直是一项拉力赛事，并且是意大利拉力锦标赛的一部分。

## 历史

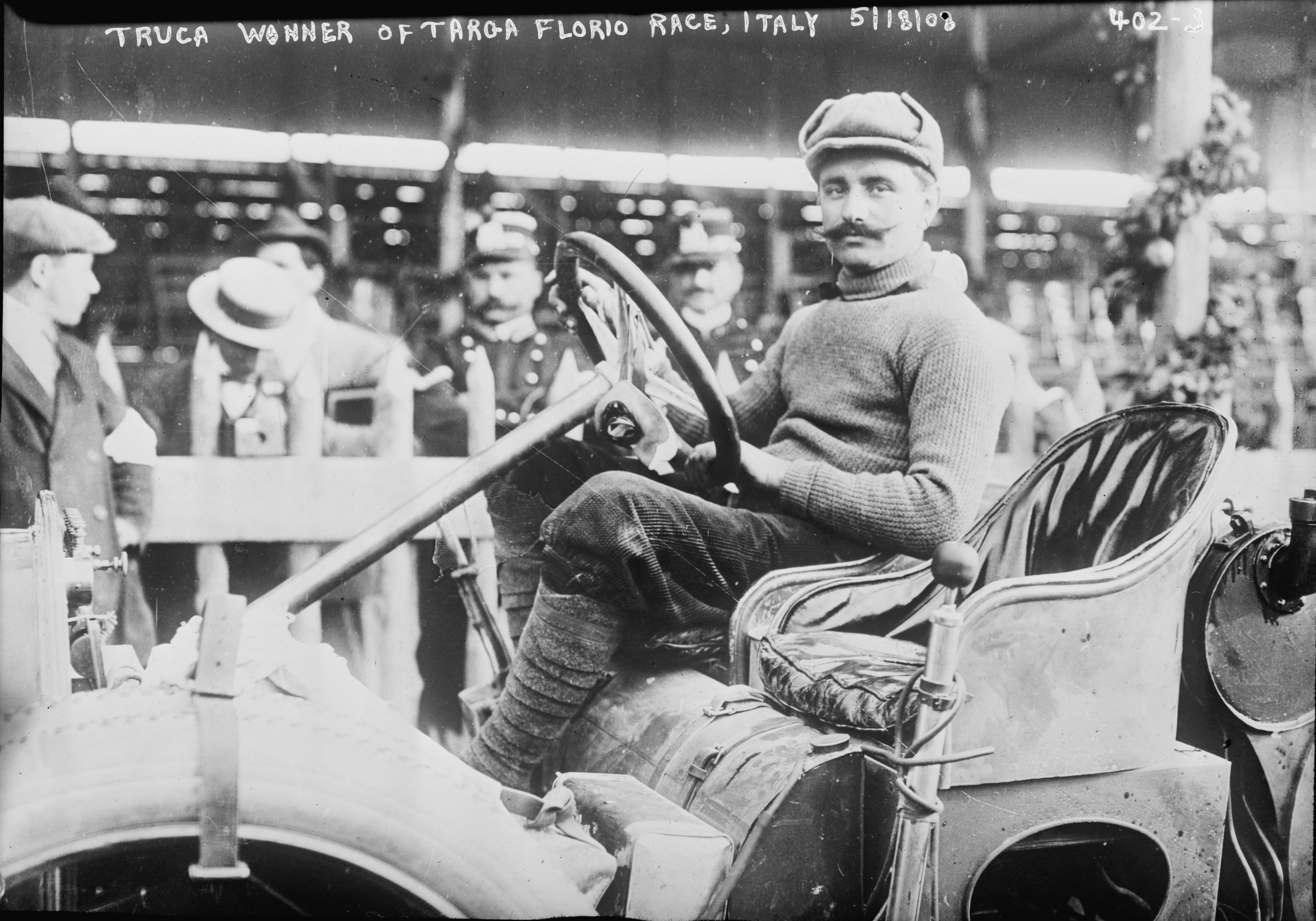
温琴佐·特鲁科，1908年弗洛里奥盾冠军，驾驶一辆伊索塔-弗拉斯基尼

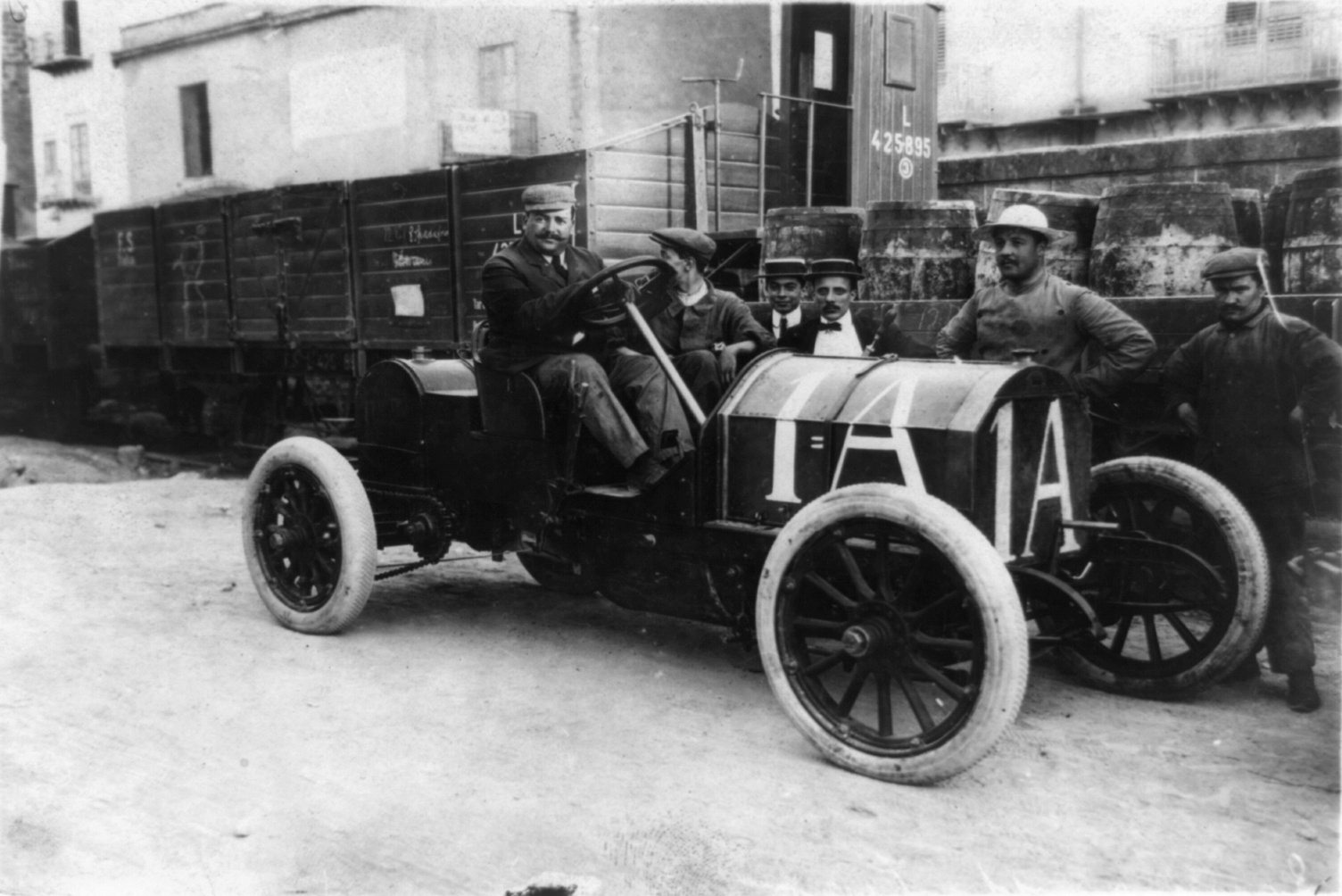
温琴佐·兰恰驾驶菲亚特50 hp参加1908年弗洛里奥盾，排名第二。

这项赛事于1906年被一名富裕的赛车先驱和汽车爱好者温琴佐·弗洛里奥创建。1900年他还曾在伦巴第大区布雷西亚创建弗洛里奥杯。
作为欧洲最艰难的比赛之一，首届弗洛里奥盾包括等长的三圈，共277英里（446千米）。在危险的山路中穿过多个发夹弯，经常发生剧烈的天气变化。亚历山德罗·卡尼奥赢得了1906年的首届弗洛里奥盾，用时9小时，平均速度为每小时30英里（每小时50千米）。
到了1920年代中期，弗洛里奥盾已经成为了欧洲最重要的比赛之一，当时勒芒24小时耐力赛和一千英里赛都还没有建立。大奖赛仍是独立的比赛，不像今天的F1一样是系列赛。 
梅赛德斯（尚未与奔驰合并）在1920年代的几次胜利在德国留下了深刻的印象，尤其是德国人克里斯蒂安·维尔纳在1924年的胜利，那是自1920年以来首次由非意大利车手赢得比赛。鲁道夫·卡拉乔拉几年后在一千英里赛也取得了这样的胜利。1926年，埃莉什卡·容科娃，大奖赛历史中的一位伟大女性车手，成为第一位参加这项赛事的女车手。
1953年，FIA推出了世界跑车锦标赛。弗洛里奥盾在1955年成为了它的一部分，梅赛德斯需要凭借梅赛德斯-奔驰300 SLR取得第1名和第2名才能击败法拉利取得总冠军。他们错过了6场比赛中的前2场，布宜诺斯艾利斯和锡布灵12小时耐力赛，而法拉利、捷豹、玛莎拉蒂和保时捷在那里都取得了积分。梅赛德斯参加了一千英里赛并夺冠，随后为向1955年勒芒惨剧的受害者表示尊敬而退出勒芒，但又在邓德罗德赛道赢得了旅游者杯。斯特林·莫斯/彼得·柯林斯以及胡安·曼努埃尔·范吉奥/卡尔·克林最终领先法拉利几分钟赢得比赛并取得总冠军。

### 赛道变化
这条赛道使用过数个版本。它开始是在1906-1911年和1931年使用一圈148千米的赛道。从1912年到1914年使用环绕西西里岛外围的赛道，一圈975千米，并在1948到1950年加长到1080千米。148千米的“大”赛道被缩短过两次，第一次被缩短到108千米，这个版本在1919-1930年间被使用，然后又缩短到1932-1936年以及1951-1977年使用的72千米。1951到1958年，长途沿海的环岛路线被一个单独的叫做“西西里之圈”的赛事所使用。
起点和终点位于切尔达。这条逆时针的赛道在卡尔塔武图罗到科莱萨诺之间从海拔超过600米降到海平面，然后赛车从坎波费利切-迪罗切拉开始的博恩福尔内洛直道沿着海岸前进，这条直道超过6千米，比勒芒的萨尔特赛道中的米萨讷直道还要长。最长的版本的赛道穿过卡尔塔武图罗向南（最短版本的公路赛道则是在进入卡尔塔武图罗之前向东，穿过一个多山的区域直接到达科莱萨诺）来到一条加长的线路，然后穿过附近的卡斯特拉纳和索塔纳等城镇，经过扭曲的山路后来到卡斯特尔博诺，然后到达科莱萨诺开始最新版本的赛道。赛道的第二个版本同样穿过卡尔塔武图罗向南，然后在卡斯特拉纳之前走一条近路，经过波利齐杰内罗萨到达科莱萨诺。有一条关闭了的赛道叫做法沃里塔公园，曾在1937-1940年被使用。
弗洛里奥盾的挑战难度是前所未有的，这条赛道的任何版本的驾驶体验都和世上其它任何一条赛道不同，也许德国的纽博格林赛道除外。最初的148千米的大赛道每圈大概有2000个弯道，108千米的中赛道每圈大概有1300-1400个弯道，而赛道的最后一个72千米版本的小赛道每圈也有大概800-900个弯道。直观的对比一下，多数专门赛道都只有12-18个弯道，而这类赛道中最长的13英里的纽博格林赛道也只有大约180个弯道。所以任何版本的弗洛里奥盾赛道都是极为困难的，并且像其它长赛道一样需要至少60圈才能熟悉它。不像专门建设的纽博格林赛道，这条赛道需要在正常的公共交通中学习，驾驶一辆公路汽车完成一圈大概需要一个小时——如果交通量很少或没有的话。

### 圈速记录
像拉力赛（以及马恩岛TT）一样，赛车是每15秒一个接一个地出发开始计时，因为在这些狭窄曲折的道路上从发车格出发是不可能的。
弗洛里奥盾使用的公路极具挑战性，它是有着非常与众不同的赛道的比赛，和其它任何跑车赛事都不一样。所有的赛道版本都有非常多的弯角，所以这条赛道上的速度从未超过80mph（128km/h）。赫尔穆特·马尔科在1972年驾驶阿尔法·罗密欧33TT3在一场史诗般的追赶的作出了33分41秒的圈速记录，平均时速128.253千米，他追进了驾驶法拉利312PB的阿尔图罗·梅尔扎里奥两分钟。史上最快的是1970年的莱奥·金努宁，驾驶保时捷908/3达到了128.571千米，用时33分36秒。
由于赛道的长度，车手们在比赛的前一周在正常交通状况下练习，经常在他们的赛车上安装车牌。保时捷的车手们甚至还要观看车载视频，对一些人来说是令人厌恶的经历。146千米的大赛道的圈速记录是2小时3分54.8秒，由阿基莱·瓦尔齐驾驶一辆布加迪51型车在1931年的比赛中以70.7千米的平均时速作出。108千米的中赛道的记录是1小时21分21.6秒，由瓦尔齐驾驶阿尔法·罗密欧P2在1930年的比赛中以79.642的平均时速作出。短版本环岛赛程的最快记录是乔瓦尼·"埃内斯托"·切拉诺在1914年驾驶SCAT作出的，在1914年5月24-25日用时16小时51分31.6秒完成。长版本环岛赛程的最快记录是马里奥和佛朗哥·博尔尼贾驾驶阿尔法·罗密欧6C 2500 Competizione在1950年作出的，以平均86.794千米的时速用时12小时26分33秒完成比赛。

### 1970年代，安全和停办
在1960年代末和1970年代初，拥有600马力的赛车如尼诺·瓦卡雷拉的法拉利512S在比赛中穿过小山村的时候，观众会在路边甚至在道路上坐着或站着。但保时捷没有带他们的保时捷917来参赛，而是带来了灵活的保时捷908/03 Spyders。
出于安全考虑，尤其是赫尔穆特·马尔科称这种比赛“完全是疯了”，弗洛里奥盾于1973年最后一次作为世界跑车锦标赛的一部分；而在这场比赛后它已经难以维持它的国际地位了，因为发生了数次可怕的事故，其中包括2起致命事故。一次是独自参赛的查尔斯·布莱思驾驶他的蓝旗亚Fulvia HF在博恩福尔内洛直道末端撞上一辆拖车而死；另一次是一名意大利车手驾驶阿尔平-雷诺撞到了一群观众，导致一人死亡。在1973年的练习中又发生几次其它事故，共导致7名观众受伤。在那一年，即便是保时捷911都赢得了比赛，因为其它原型车例如雅基·伊克斯的法拉利都遭遇了撞车或其它麻烦。弗洛里奥盾衰落的另一个原因是FIA要求在所有举办FIA赛事的赛道上都安装安全护墙，而这条44英里的公路组成的赛道使得这不可能完成，尤其是经济方面。弗洛里奥盾又继续作为国家性赛事举办了几年，直到1977年的比赛导致2名观众死亡、5人重伤（包括车手），这终结了这项赛事的命运。1977年的比赛被当地警方强行接管，并在第4圈被终止，并且同样发生了两起严重事故，其中一人身受重伤但最终活了下来。
尽管弗洛里奥盾是在封闭的西西里山区公路（在部分弯道有草包和脆弱的护栏，后者是当地政府安装的）举办的拉力性质的比赛，几乎没有安全措施，但它却在71年历史间举办过的61场比赛所使用过的6中不同赛道中只导致过包括观众在内的9人死亡。这个数量相比其它公路比赛是相当小的，比如一千英里赛在30年内举办的24场比赛中共导致56人死亡，以及泛美赛在5年内的5场比赛中导致了25人死亡。这可能是由于山路的极度曲折，并且即使在这项赛事历史的最后几年，即使在赛道北部极长的直道上，赛车的速度也从未超过130km/h。